# La Jumellière
La Jumellière és un municipi francès situat al departament de Maine i Loira i a la regió de País del Loira. L'any 2007 tenia 1.284 habitants.

## Demografia

### Població
El 2007 la població de fet de La Jumellière era de 1.284 persones. Hi havia 440 famílies de les quals 92 eren unipersonals (44 homes vivint sols i 48 dones vivint soles), 132 parelles sense fills, 196 parelles amb fills i 20 famílies monoparentals amb fills.
La població ha evolucionat segons el següent gràfic:
Habitants censats

### Habitatges
El 2007 hi havia 487 habitatges, 454 eren l'habitatge principal de la família, 8 eren segones residències i 25 estaven desocupats. 456 eren cases i 24 eren apartaments. Dels 454 habitatges principals, 335 estaven ocupats pels seus propietaris, 118 estaven llogats i ocupats pels llogaters i 1 estava cedit a títol gratuït; 2 tenien una cambra, 12 en tenien dues, 49 en tenien tres, 128 en tenien quatre i 263 en tenien cinc o més. 365 habitatges disposaven pel capbaix d'una plaça de pàrquing. A 178 habitatges hi havia un automòbil i a 246 n'hi havia dos o més.

### Piràmide de població
La piràmide de població per edats i sexe el 2009 era:
| Homes | Edats   | Dones |
| ----- | ------- | ----- |
| 0     | 95 o +  | 0     |
| 4     | 90 a 94 | 4     |
| 8     | 85 a 89 | 24    |
| 12    | 80 a 84 | 12    |
| 8     | 75 a 79 | 40    |
| 28    | 70 a 74 | 20    |
| 24    | 65 a 69 | 16    |
| 36    | 60 a 64 | 40    |
| 24    | 55 a 59 | 24    |
| 36    | 50 a 54 | 32    |
| 44    | 45 a 49 | 28    |
| 24    | 40 a 44 | 24    |
| 32    | 35 a 39 | 40    |
| 36    | 30 a 34 | 32    |
| 56    | 25 a 29 | 28    |
| 44    | 20 a 24 | 32    |
| 32    | 15 a 19 | 44    |
| 32    | 10 a 14 | 28    |
| 36    | 5 a 9   | 32    |
| 36    | 0 a 4   | 20    |

## Economia
El 2007 la població en edat de treballar era de 767 persones, 593 eren actives i 174 eren inactives. De les 593 persones actives 563 estaven ocupades (312 homes i 251 dones) i 30 estaven aturades (12 homes i 18 dones). De les 174 persones inactives 49 estaven jubilades, 50 estaven estudiant i 75 estaven classificades com a «altres inactius».

### Ingressos
El 2009 a La Jumellière hi havia 476 unitats fiscals que integraven 1.290 persones, la mediana anual d'ingressos fiscals per persona era de 16.190 €.

### Activitats econòmiques
Dels 45 establiments que hi havia el 2007, 3 eren d'empreses alimentàries, 5 d'empreses de fabricació d'altres productes industrials, 10 d'empreses de construcció, 9 d'empreses de comerç i reparació d'automòbils, 2 d'empreses de transport, 3 d'empreses d'hostatgeria i restauració, 3 d'empreses d'informació i comunicació, 2 d'empreses financeres, 1 d'una empresa immobiliària, 4 d'empreses de serveis, 1 d'una entitat de l'administració pública i 2 d'empreses classificades com a «altres activitats de serveis».
Dels 14 establiments de servei als particulars que hi havia el 2009, 2 eren tallers de reparació d'automòbils i de material agrícola, 3 paletes, 3 fusteries, 1 electricista, 1 empresa de construcció, 2 perruqueries, 1 veterinari i 1 restaurant.
L'únic establiment comercial que hi havia el 2009 era una fleca.
L'any 2000 a La Jumellière hi havia 66 explotacions agrícoles que ocupaven un total de 2.340 hectàrees.

## Equipaments sanitaris i escolars
El 2009 hi havia una escola elemental.

## Poblacions més properes
El següent diagrama mostra les poblacions més properes.